# 비쳅스크 보스토치니 공항
비쳅스크 보스토치니 공항(벨라루스어: Аэрапорт Брэст, 영어: Vitebsk Vostochny Airport)은 벨라루스 비쳅스크 주에 있는 공항이다.